# Ringen på Stockholms centralstation

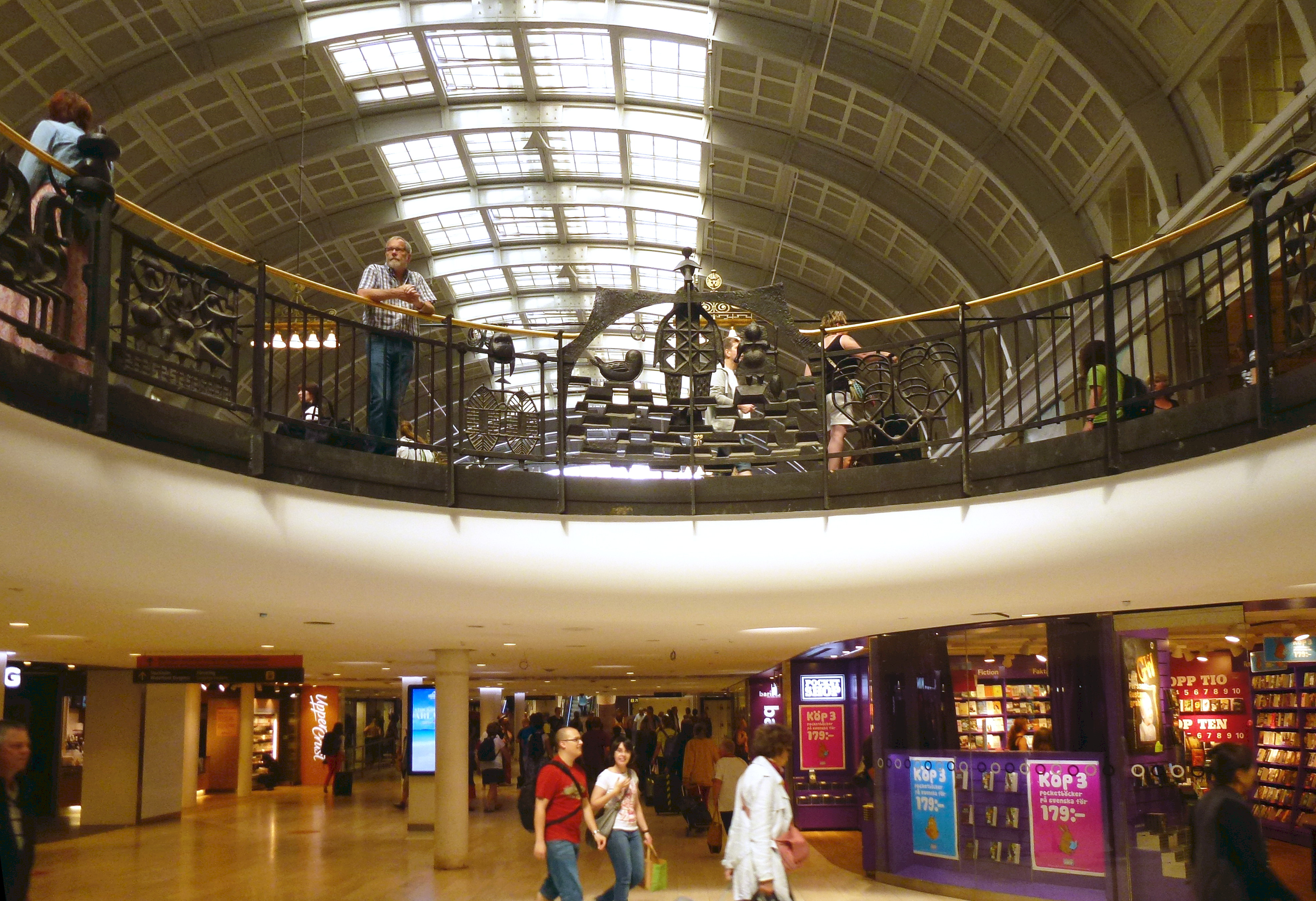
Ringen mellan Centralhallen och T-baneplanet.

Ringen på Stockholms centralstation, är den runda öppningen i golvet på Stockholms centralstations centralhall till underliggande förbindelsegång till tunnelbanestationen T-centralen. Ringen invigdes 1959 och dess räcke utgör ett smideskonstverk skapat av skulptören Stig Blomberg.
När tunnelbanan tillkom byggdes en gångtunnel som förbinder T-centralen med spår 11-19 som invigdes den 1 december 1958. Denna utvidgades så småningom till en mindre vänthall med affärer och serveringar under den stora Centralhallen eller vänthallen efter ritningar utarbetade av Karl-Axel Bladh vid Statens Järnvägars arkitektkontor. Mellan gången och vänthallen finns Ringen, en öppning mot nedre hallen med sju meters diameter för att skapa ljus och ögonkontakt till den nedre gången.

## Utformning
Ringens räcke är ett smideskonstverk skapat av skulptören Stig Blomberg och föreställer de fyra väderstrecken med figurer som representerar dessa.
- Norr - Norrsken och eskimå på vars hjässa en lunnefågel sitter, en eskimåflicka och en sälkut flankerar dem bland drivisen. Bredvid dessa bladformade snöskor.

- Söder - Afrikansk medicinman omgiven av totempålar, vänster om denne en rituell svärdsdans, till höger en sköld och tre dansande kvinnor.

- Väster - Alligatorgud som den framställs i gammal colombiansk folkkonst, flankerad av en nybyggare och en indian och till vänster två mexikanska vattenbärerskor.

- Öster - Fågel fenix, som biter i räckets kant och vilar på ett indiskt tempel och omgiven av indiska tempeldanserskor och en demon biter i räcket. Till höger på räcket balanserar en tiger som den uppfattas i primitiv kinesisk bildkonst.

Figurerna är av gjutjärn och räckets handledare är av mässing. Verket var en gåva från Svenska  järnvägsmannaförbundet till Statens Järnvägars 100-årsjubileum som firades 1956.
På 1960-talet blev platsen även känd som "Bögringen". Liknande Berlins Bahnhof Zoo var Centralen en av Stockholms mötesplatser för homosexuella, okänd för allmänheten. Populärt kallas ringen ibland för "Spottkoppen" och den fungerar som en mötesplats för många resenärer och stockholmare.

## Bilder

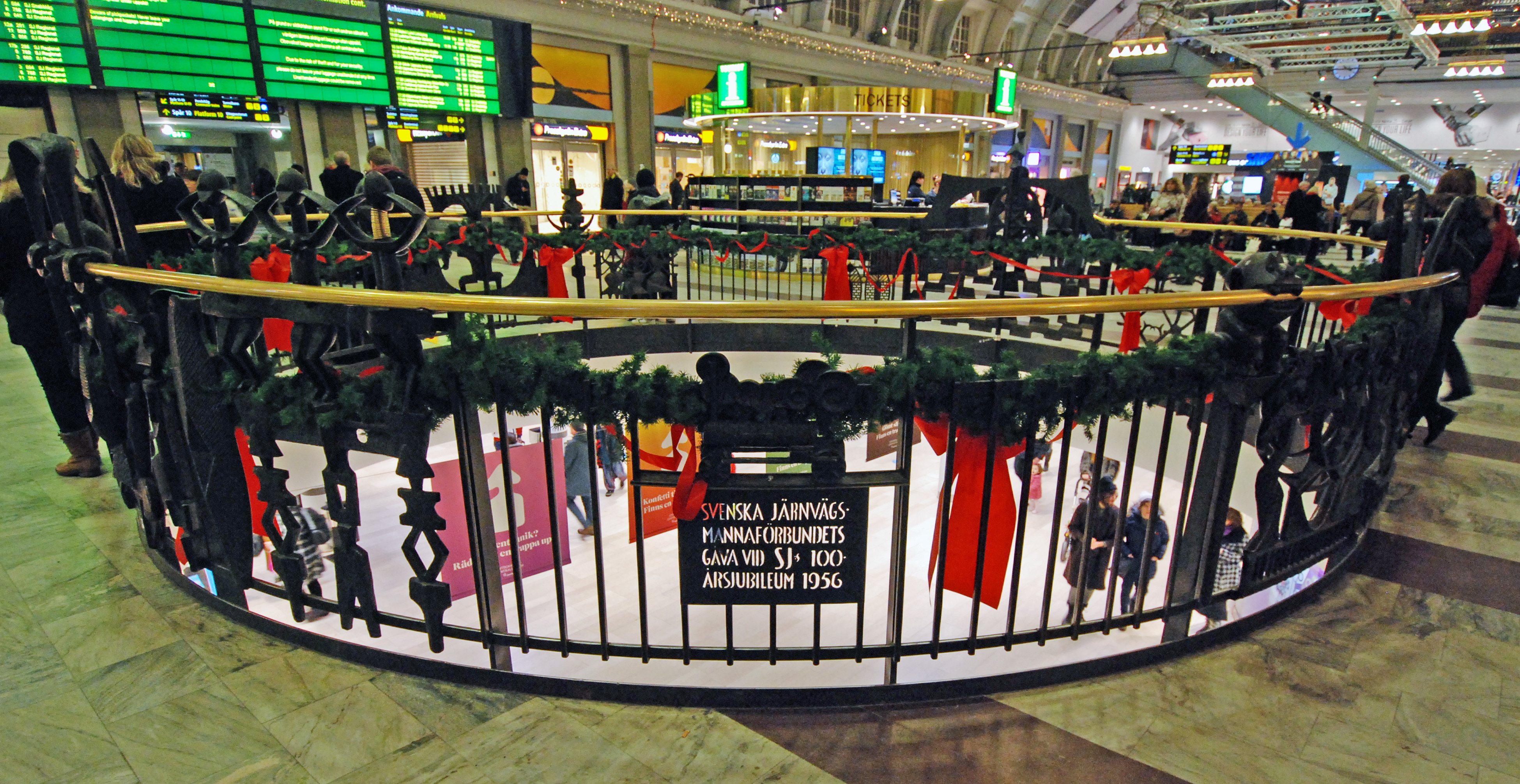

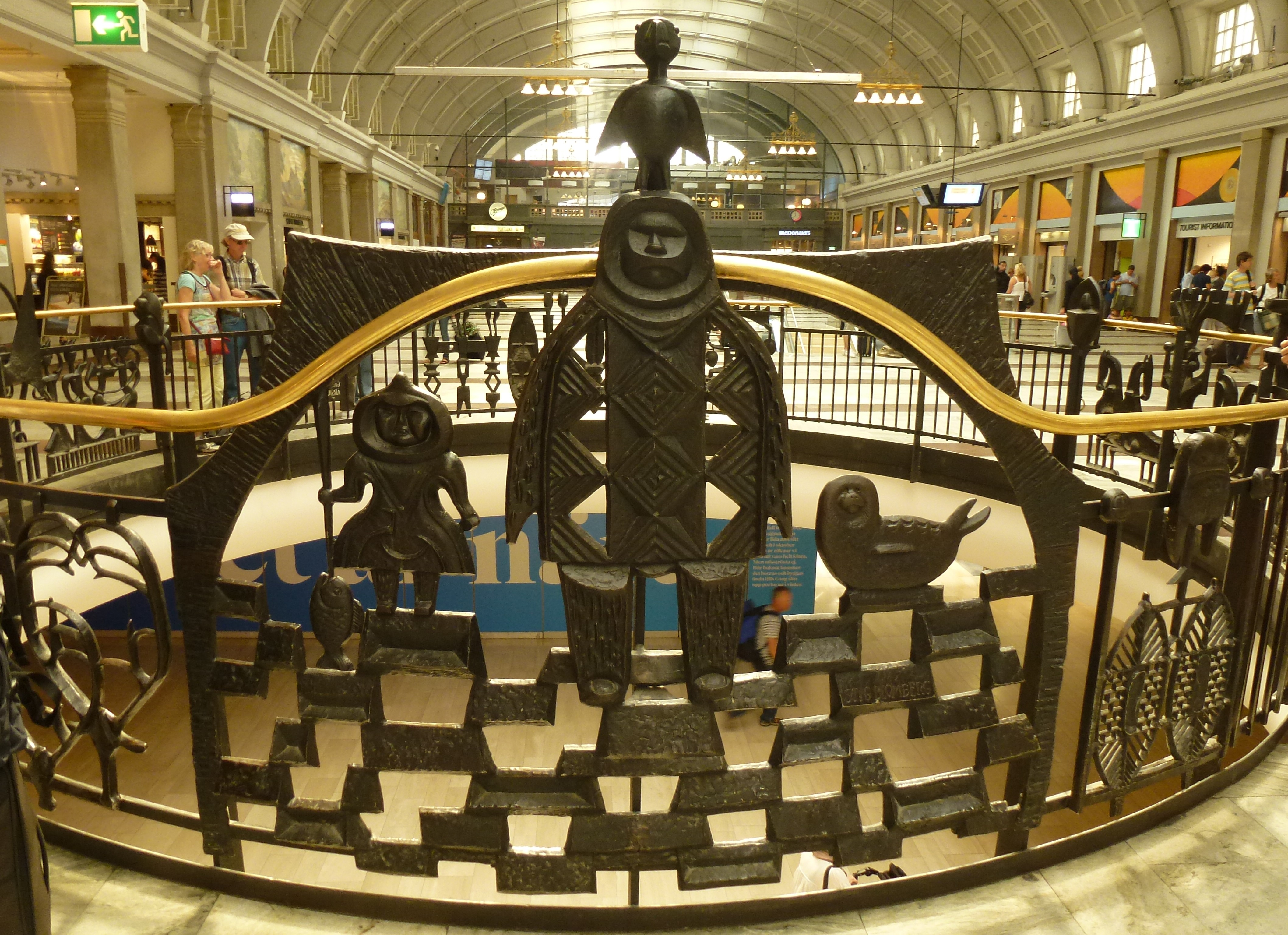
Mot norr: Eskimåfamilj med säl
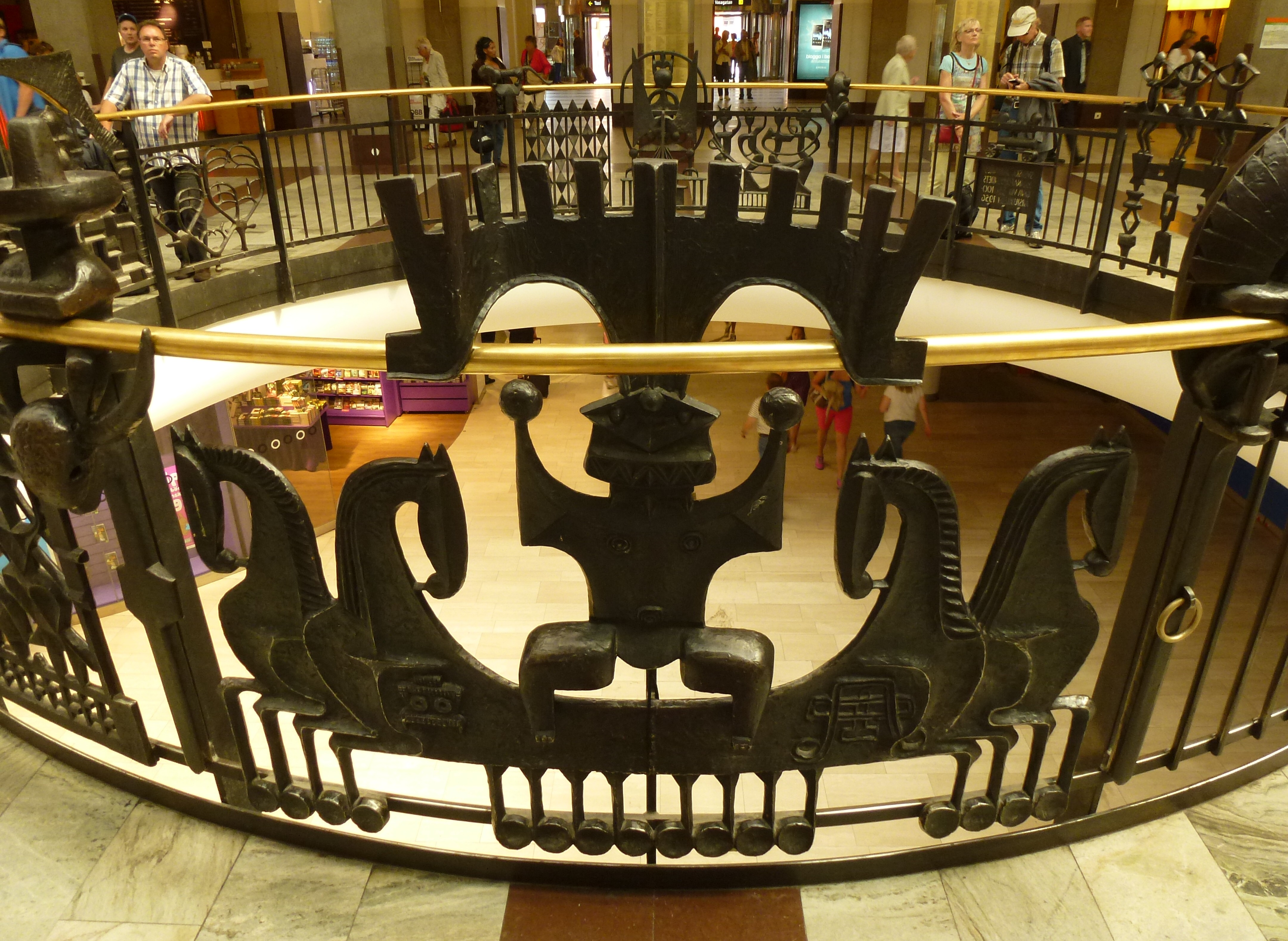
Mot väst: Alligatorgud
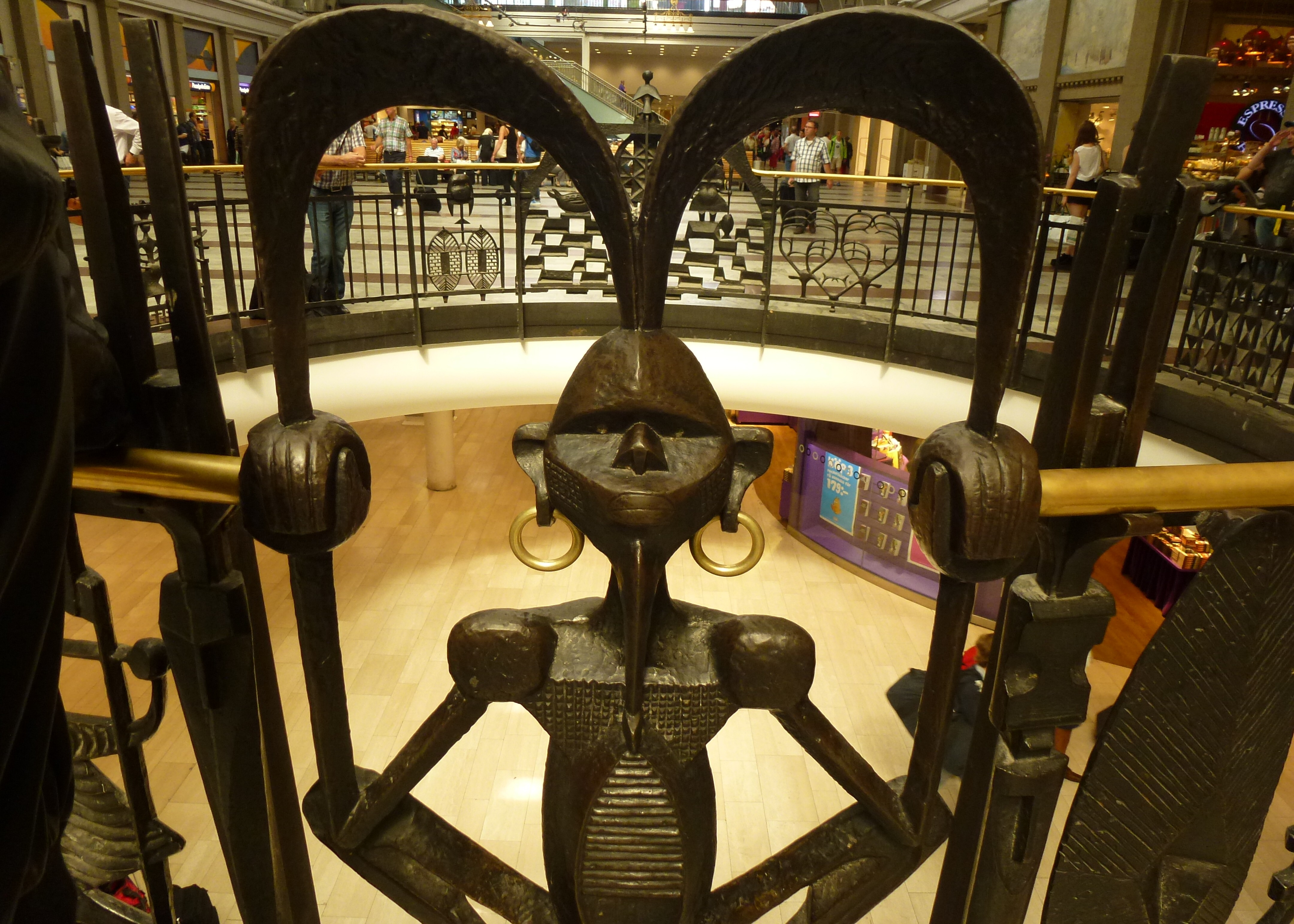
Mot syd: Afrikansk medicinman
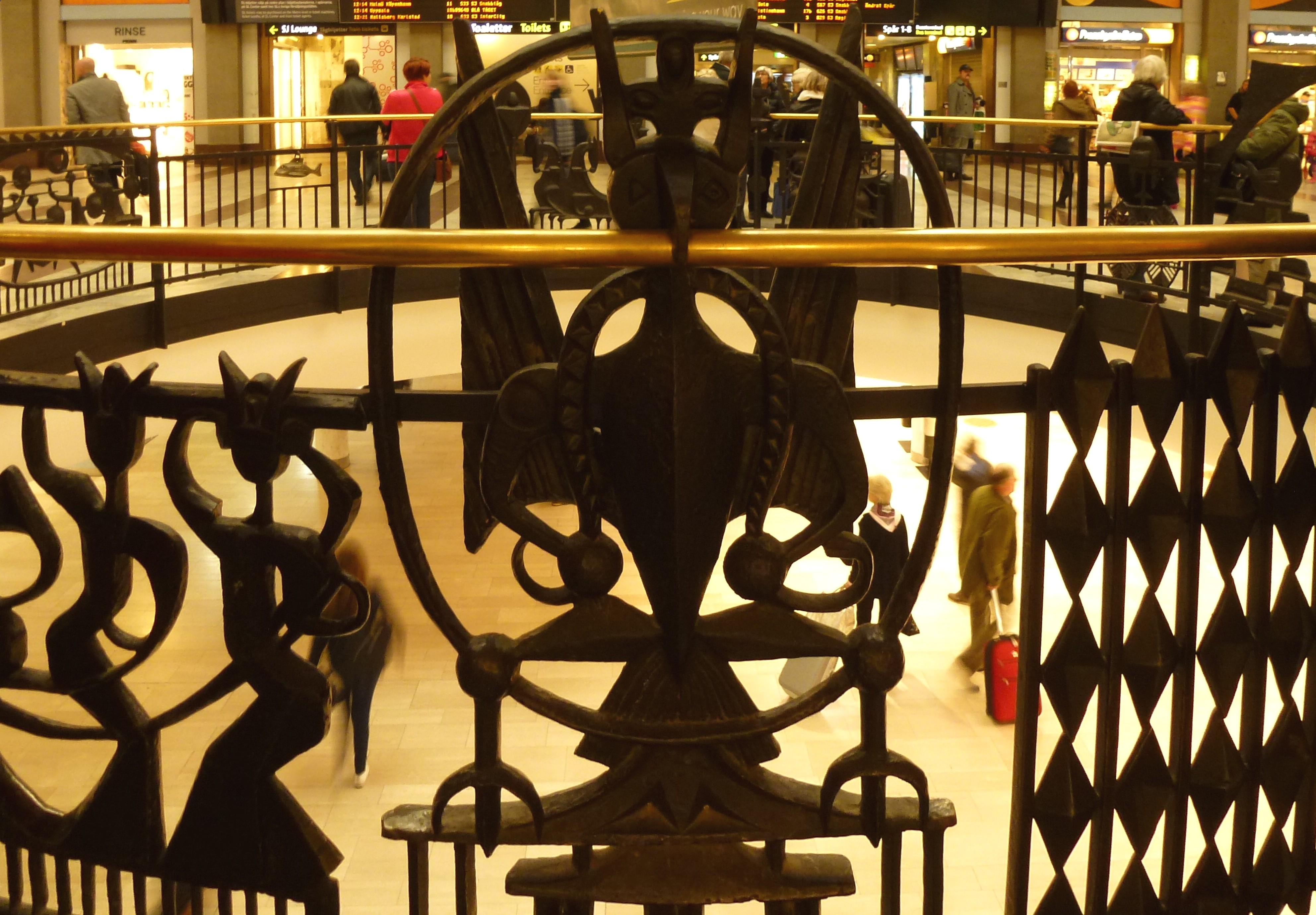
Mot ost: Fågel Fenix